# The Whistling Boy
The Whistling Boy je německý němý film z roku 1904. Režisérem je Oskar Messter (1866–1943). Film byl dlouhý asi 75 metrů, což při rychlosti 20 snímků za vteřinu odpovídá délce cca 3 minut. Film byl poprvé uveden na světové výstavě v St. Louis v roce 1904 pod názvem The Whistling Bowery Boy.